# 1990 في كولومبيا
فيما يلي قوائم الأحداث التي وقعت خلال عام 1990 في كولومبيا.

## سياسة

### تعيين في المنصب
- 7 أغسطس – سيزار جافيريا رئيس كولومبيا.

### انتهاء فترة المنصب
- 1 مايو – أندريس باسترانا أرانغو عمدة بوغوتا [الإنجليزية]‏.
- 7 أغسطس – فيرجيليو باركو فارغاس رئيس كولومبيا.

## مواليد

### يناير
- 17 يناير – استيبان تشافيس درّاج طريق كولومبي.

### فبراير
- 4 فبراير – نيرو كوينتانا درّاج طريق كولومبي.

### مايو
- 1 مايو – خوان كارلوس شبير لاعب كرة مضرب كولومبي.
- 19 مايو – فيكتور إيباربو لاعب كرة قدم كولومبي.

### يونيو
- 2 يونيو – سيباستيان سافيدرا سائق سيارة سباق كولومبي.
- 24 يونيو – كريستيان رودريغيز لاعب كرة مضرب كولومبي.

### يوليو
- 25 يوليو – كارلوس كاربونيرو لاعب كرة قدم كولومبي.

### أغسطس
- 13 أغسطس – كريستيان نازاريت لاعب كرة قدم كولومبي.
- 17 أغسطس – فيليبي باردو لاعب كرة قدم كولومبي.
- 26 أغسطس – فيفيانا سيرنا ممثلة كولومبية.

### سبتمبر
- 18 سبتمبر – ماركو بيريز لاعب كرة قدم كولومبي.

### ديسمبر
- 17 ديسمبر – إدواردو ستروفاي لاعب كرة مضرب كولومبي.

## وفيات

### يناير
- 4 يناير – ألبرتو ليراس كامارغو (مواليد 1906)

### أغسطس
- 12 أغسطس – غوستافو غافيريا (مواليد 1946) مهرب مخدرات كولومبي.